# Cultura de Lituania

Bandera de Lituania

La cultura de Lituania en lituano Lithuania combina la herencia nativa, representada por el idioma lituano, con aspectos culturales nórdicos y tradiciones cristianas resultantes de sus vínculos históricos con Polonia. Si bien existen similitudes lingüísticas y fuertes vínculos culturales con Letonia, en varios momentos de su historia Lituania recibió influencia de las culturas nórdica, germánica y eslava. Varios cambios culturales adicionales se han dado en este país báltico a partir de la recuperación de la independencia en 1991, tras haber sido ocupado y anexado en 1940 por la desaparecida Unión Soviética.

## Composición étnica
Lituania tiene la población étnicamente más homogénea de los países bálticos. En el censo de 2001, 83.45% la población se identificó a sí misma como lituana étnica, 6.74% como Pueblo polaco, 6.31% como Pueblo ruso, 1.23% como bielorruso y 2.27% como miembros de otros grupos étnicos. los polacos en Lituania están concentrados en la región de Vilna, facilitando que el partido de base étnica Acción Electoral de los polacos en Lituania (AWPL), pueda ejercer cierta influencia. En cambio los rusos en Lituania están más diseminados por todo el territorio lituano. 
El pueblo lituano puede dividirse en cinco grupos principales: samogitios, yotvingios, aukstaitijanos, dzukijanos y lituanos prusos, a pesar de que estos últimos casi se han extinguido. Sin embargo, los habitantes de las ciudades son llamados lituanos en forma general.
La composición étnica de los lituanos ha cambiado significativamente a lo largo de su historia. Uno de los cambios más importantes ha sido el exterminio del pueblo judío durante el Holocausto. Antes de la Segunda Guerra Mundial casi el 7,5% de la población lituana era de origen judío y se los conocía como litvaks. El 30% de la población de Vilna era judía. Casi todos los lituanos judíos fueron asesinados por los nazis o emigraron y el censo de 2001 solo contabilizó 4007 judíos.

## Lenguaje
El idioma lituano es oficial en Lituania. Pertenece a la rama báltica de la familia de lenguas indoeuropeas y se utiliza el alfabeto latino para su escritura. Es hablado por casi cuatro millones de personas, principalmente en Lituania. El polaco y el ruso están bastante extendidos, y ambas minorías tienen garantizada la enseñanza en sus respectivos idiomas.
Se considera que el idioma lituano ha retenido, con pocos cambios, la mayor parte de los elementos del idioma protoindoeuropeo Existen varios dialectos del lituano, como el aukstaitijano o alto lituano y el samogitio o bajo lituano.
Durante el período de la censura de la prensa lituana (1864–1904), el uso del idioma lituano fue censurado por los rusos y solo podía ser escrito con una variante del alfabeto cirílico. La literatura lituana era quemada y se prohibió su publicación. Las escuelas, iglesias, cortes,  periódicos que durante estos años exhibiesen textos en caracteres latinos se enfrentaban a severas represalias, e incluso se envío a  varios trangresores a Siberia.

## Literatura
Los más destacados escritores fueron Vincas Krèvè-Mickevicius, novelista y dramaturgo; Alfonsas Nyka-Niliunas, poeta y novelista y el narrador Marius Katiliskis. Destaca también el lingüista Algirdas Julius Greimas y el compositor y pintor Mikalojus Konstantinas Ciurlionis.
La primera universidad fue fundada en Vilna en 1556 por el rey de Polonia y Gran Duque de Lituania Esteban I Báthory. El primer libro en idioma lituano fue impreso en 1562 en Königsberg (Kaliningrado).